# Fortaleny
Fortaleny es un municipio de la Comunidad Valenciana, España. Perteneciente a la provincia de Valencia, en la comarca de la Ribera Baja

## Geografía
.

Localización en la comarca de la Ribera Baja

La superficie del término es completamente llana. El río Júcar sirve de límite por el sector norte, luego gira hacia el sur y sirve también como hito por el este. El pueblo está edificado en la orilla derecha del río Júcar.
Desde Valencia, se accede a esta localidad a través de la A-38 con salida 12 para enlazar con la CV-509 y luego en la primera rotonda, tomar la CV-511.
El término municipal de Fortaleny limita con las localidades de Corbera, Cullera, Llaurí, Riola y Sueca, todas ellas de la provincia de Valencia.

## Historia
El pueblo de Fortaleny tuvo su fundación como pueblo el 26 de enero de 1239, día en el que Jaime I hizo entrega a Guillem de Rocafull de la donación de varias tierras para que fueran explotadas por los Hermanos Hospitalarios de San Antonio Abad (extraído del libro de Mosén Andreu de Sales Ferri Chulio), celebrándose en 1989 en el pueblo los 750 años de su fundación.

## Demografía
Fortaleny cuenta con una población de 1005 habitantes (INE 2024).
| Gráfica de evolución demográfica de Fortaleny entre 1842 y 2021                                                     |
| |
| Población de derecho según los censos de población del INE Población de hecho según los censos de población del INE |

## Economía
Basada tradicionalmente en la agricultura. La totalidad de los cultivos son de regadío, cosechándose principalmente arroz y naranjas. Cuenta con 3 polígonos clasificados por el tipo de industria.

## Administración y política
| Periodo   | Nombre                 | Partido   |
| --------- | ---------------------- | --------- |
| 1979-1983 | Josep Gimeno Bou       | PSPV-PSOE |
| 1983-1987 | Josep Gimeno Bou       | PSPV-PSOE |
| 1987-1991 | Josep Gimeno Bou       | PSPV-PSOE |
| 1991-1995 | Josep Castelló Crespo  | PSPV-PSOE |
| 1995-1999 | Josep Castelló Crespo  | PSPV-PSOE |
| 1999-2003 | Vicente Almudéver Simó | PSPV-PSOE |
| 2003-2007 | Vicente Almudéver Simó | PSPV-PSOE |
| 2007-2011 | Vicente Almudéver Simó | PSPV-PSOE |
| 2011-2015 | Vicente Almudéver Simó | PSPV-PSOE |
| 2015-2019 | Juana Clós Gimeno      | PSPV-PSOE |
| 2019-2023 | Juana Clós Gimeno      | PSPV-PSOE |
| 2023-act. | Antonio Sellés Gimeno  | PSPV-PSOE |

## Cultura

### Patrimonio
- Iglesia parroquial. La iglesia se construyó en 1951, en sustitución de la anterior destruida en 1936.
- Puente de Hierro Alfonso XIII. Conocido como Pont de Fortaleny, fue inaugurado el 7 de mayo de 1916. Su construcción la impulsó el diputado Francisco Peris Mencheta y lo realizó la Maquinista Terrestre y Marítima de Barcelona. Esta obra salva el río Xúquer, en la carretera de Sueca a Corbera y Alzira, actual CV-509. En la bendición del puente, asistieron, entre otras personalidades Miguel Payá, vicario general de la arzobispado de Valencia, Francisco Peréz, capitán general de Valencia, así como diversas autoridades locales y provinciales, acompañadas por una multitud de suecanos y vecinos de Fortaleny.

Esta infraestructura, proyectada en 1906 por el ingeniero Arturo Monfort, cuenta con 11 vanos y una longitud total de 232 m con una luz del tramo en arco de 70,80 m. A finales de 2015 se anunció un acuerdo entre el diputado provincial de Carreteras, Pablo Seguí, y la alcaldesa de Fortaleny, Juani Clos, en el que se anunciaba la rehabilitación del puente, para uso ciclista y peatonal, por parte de la Diputación de Valencia, para el año 2016, año del centenario del puente.

### Fiestas
Celebra sus fiestas patronales a San Antonio Abad el 17 de enero.
Y sus fiestas populares del 15 al 19 de agosto. Siendo el día 19 su máximo día de esplendor celebrando la popular procesión del Santísimo Cristo del Consuelo.